# Edith Grünseis-Pacher

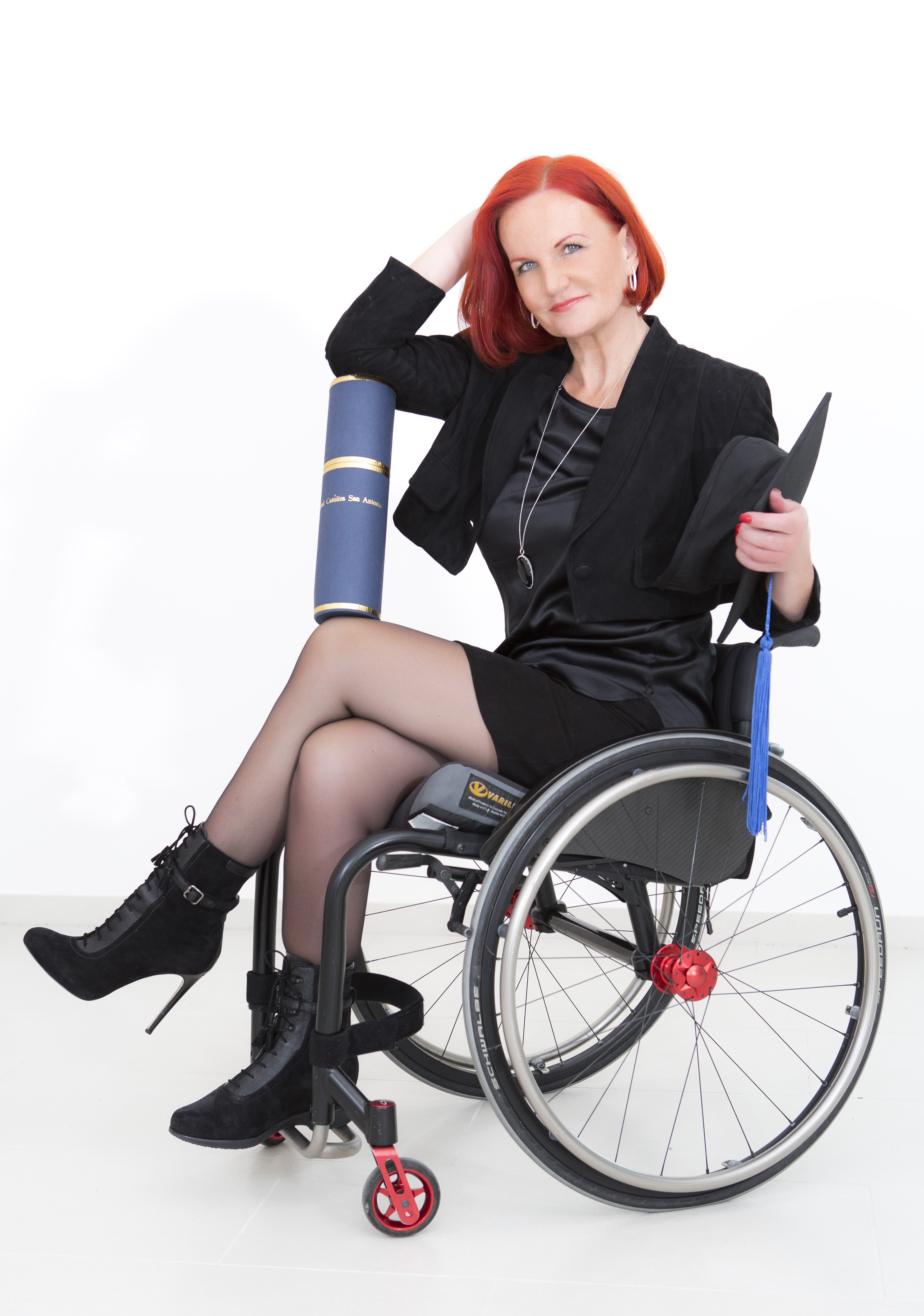
Edith Grünseis-Pacher

Edith Grünseis-Pacher (* 24. Juni 1966 in Andorf, Oberösterreich) ist Gründerin und Vorsitzende der Initiative Club Mobil, Mobilitätsexpertin, allgemein beeidete und gerichtlich zertifizierte Sachverständige in den Bereichen „Überprüfung der Eignung zum Lenken eines Kraftfahrzeuges und Feststellung notwendiger Fahrhilfen zum Ausgleich motorischer Defizite“, Autorin, zertifizierte Mediatorin und Psychologin.

## Leben und Wirken
Edith Grünseis-Pacher ist in Folge eines Verkehrsunfalls seit 1989 körperbehindert und hat sich seit 1993 auf das Thema Mobilität mit Handicap spezialisiert. Um möglichst vielen Unfallopfern helfen zu können, wurde von ihr noch im gleichen Jahr in Zusammenarbeit mit dem Kuratorium für Verkehrssicherheit (KfV) das Rote Dreieck für Unfallopfer ins Leben gerufen. Um auch Personen nach gesundheitlichen Akutereignissen und Senioren zu einer sicheren Mobilität verhelfen zu können, wurde 1997 von ihr der Club Mobil gegründet. Neben ihren Initiativen, wie Fahreignungsüberprüfungen und Fahrsicherheitskursen, veröffentlicht sie auch Bücher und Studien und hält weltweit Vorträge.
Sie absolvierte 2012 als weltweit erster Mensch mit funktioneller Einäugigkeit (sehfähig jedoch auf beiden Augen) und im Rollstuhl sitzend auch die Lenkberechtigung für die Klassen C1, C, E zu B, E zu C1, E zu C und F.
Um neurologische bzw. internistische Patienten und deren Familien noch besser betreuen zu können, beschloss Grünseis-Pacher 2012, berufsbegleitend zu studieren. Das Doppelstudium sollte die Expertise der zertifizierten Mobilitätsexpertin um wissenschaftliche Aspekte erweitern. 2015 schloss sie beide Studiengänge ab. 2017  wurde Magister Grünseis-Pacher zur allgemein beeideten und gerichtlich zertifizierten Sachverständigen in den Bereichen Fahreignungs- und Fahrhilfenfeststellung berufen.
Grünseis-Pacher hat einen Sohn und lebt in einer Beziehung.

## Auszeichnungen
- 1993 und 2001: Österreichischer Verkehrssicherheitspreis GOLDENES RAD
- 1997: Pro Merito in Silber ÖAMTC
- 2000: Frau des Jahres EVA
- 2009: Pro Merito in Gold[7]
- 2008: SozialMarie
- 2009: Staatspreisgütesiegel – STAATSPREIS Verkehr
- 2016: BMVIT-Anerkennungspreis
- 2016: Nominierung Lady Award des deutschen Magazins EMOTION[8]

## Publikationen
- Sicher Autofahren nach Schlaganfall, Verlag BoD, ISBN 978-3-7386-2501-1
- Forschungsarbeiten aus dem Verkehrswesen, ISBN 978-3-902428-69-1
- Sicher mobil mit Handicap, 2012
- Studie aus dem Verkehrswesen, 2012
- ZVS Zeitschrift für Verkehrssicherheit, 4/2016, ISSN 0044-3654
- Edith, Briefe an damals, Verlag Grosser, ISBN 3-85267-002-0
- Edith, Gedanken seit damals, Verlag Grosser, ISBN 3-85267-014-4
- Alex Ampel, Verlag edition innsalz, ISBN 3-901535-03-9